# Meringopus sogdianus
Meringopus sogdianus är en stekelart som först beskrevs av Maljavin 1968.  Meringopus sogdianus ingår i släktet Meringopus och familjen brokparasitsteklar. Inga underarter finns listade i Catalogue of Life.